# Лодва
Лодва — упразднённая деревня на территории Мгинского городского поселения Кировского района Ленинградской области.

## История
«Деревня Ладва» в Никольском Ярвосольском погосте Ореховского уезда упоминается в Писцовой книге Водской пятины от 1500 года.
На карте Ингерманландии А. И. Бергенгейма, составленной по шведским материалам 1676 года, она упоминается как Ladowa.
На карте Санкт-Петербургской губернии Ф. Ф. Шуберта 1834 года обозначена как деревня Лодва.

ЛИДВА (НИКОЛЬСКАЯ) — деревня 1-го стана Шлиссельбургского уезда, в 52 верстах от уездного города, принадлежит господам Скрыпицину, число жителей по ревизии: 19 м. п., 19 ж. п., и Барщову, число жителей по ревизии: 19 м. п., 21 ж. п. (1838 год)

Согласно карте профессора С. С. Куторги 1852 года деревня называлась Лодва и находилась в верховьях реки Сидоркина.

ЛАДВА — деревня господина Скрипицына по почтовому тракту и просёлочной дороге, число дворов — 15, число душ — 47 м. п. (1856 год)

Число жителей деревни Лодва (1-я часть) по X-ой ревизии 1857 года: 29 м. п., 20 ж. п.; Лодва (2-я часть): 20 м. п., 12 ж. п.

ЛОДВА — деревня владельческая при колодцах, число дворов — 17, число жителей: 41 м. п., 44 ж. п.; школа. (1862 год)

Согласно подворной переписи 1882 года в деревне Лодва (1-я часть) Вороновского сельского общества Поречской волости проживали 13 семей, число жителей: 41 м. п., 39 ж. п. (из них 14 грамотных); разряд крестьян — временнообязанные. Во владении крестьян было 5 десятин усадебной земли, 37 десятин пашни и 103 — прочей удобной земли (в том числе 60 десятин леса и кустарника), итого 145 десятин в 29 душевых наделах; также 10 домохозяев арендовали землю на стороне. Сеяли овёс (268 мер), картофель (195 мер), рожь (104 меры), ячмень (10 мер) и лён (6,1 меры); было собрано 4350 пудов сена. Из скота имелось 10 лошадей и 1 жеребёнок, 26 коров и 4 телёнка, а также 18 овец. В этой части деревни располагалось 20 домов и изб, кузница и мельница. 9 семей занимались промыслами, в том числе 8 — сбытом домашней и мелкой местной продукции, 6 — драньём коры, 5 — лесными промыслами, по 2 — сельскохозяйственными работами и питомническим промыслом, 1 — ремёслами и кустарным производством.
В деревне Лодва (2-я часть) Мишкинского сельского общества той же волости проживали 14 семей, число жителей: 42 м. п., 34 ж. п. (из них 7 грамотных); разряд крестьян — собственники земли. Во владении крестьян было 4 десятины усадебной земли, 19 десятин пашни и 68 — прочей удобной земли (в том числе 26 десятин леса и кустарника), а также 18 десятин неудобной земли, итого 105 десятин в 21 душевом наделе; также 13 домохозяев арендовали землю на стороне. Сеяли овёс (164 меры), картофель (115 мер), рожь (50 мер), ячмень (6,3 меры), лён (5 мер) и горох (0,7 мер); было собрано 2320 пудов сена. Из скота имелось 13 лошадей и 1 жеребёнок, 23 коровы и 5 телят, а также 12 овец. В этой части деревни также располагалось 20 домов и изб. 13 семей занимались промыслами, в том числе 11 — драньём коры, 10 — сбытом домашней и мелкой местной продукции, 2 — питомническим промыслом, по 1 — личными услугами, сельскохозяйственными работами, торговлей и другими промыслами. В деревне также проживала 1 семья (1 м. п., 3 ж. п.) пришлого населения.
Во второй половине XIX — начале XX века деревня административно относилась к Поречской волости 1-го стана Шлиссельбургского уезда Санкт-Петербургской губернии.
По данным «Памятной книжки Санкт-Петербургской губернии» за 1905 год деревни Лодва I и Лодва II относились к Виняголовскому сельскому обществу.
С 1917 по 1923 год деревня Лодва находилась в составе Лодвинского сельсовета Поречской волости Шлиссельбургского уезда. С 1923 года — в составе Путиловской волости Петроградского уезда.
Согласно данным переписи населения СССР 1926 года в деревне Ладва проживали 285 человек — все русские, кроме одной еврейской семьи.
С февраля 1927 года — в составе Мгинской волости, с августа 1927 года перешла в состав Мгинского района.
С ноября 1928 года — в Берёзовском сельсовете. В 1928 году население деревни Лодва составляло 300 человек.
Церковь в деревне была закрыта в 1930 году.
По данным 1933 года деревня Лодва входила в состав Берёзовского сельсовета Мгинского района.

План деревни Лодва. 1941 год

Согласно топографической карте РККА 1941 года деревня насчитывала 60 дворов.
С сентября 1941 года деревня находилась в оккупации.
В начале января 1942 года в результате ожесточённых боёв на участке деревня Вороново — Лодва установилась линия фронта. На этом рубеже бои вели соединения левого фланга Синявинской оперативной группы 54-й армии Ленинградского фронта. Немецкие войска сформировали в деревнях Вороново, Карбусель, Лодва, которые находились на господствующих высотах относительно окружающей местности, разрозненные опорные пункты. Зимой и ранней весной 1942 года началось наступление, бои на этом участке фронта приняли тяжёлый затяжной характер. Во время боёв деревня несколько раз переходила из рук в руки. Решение о прекращении наступления было принято 2 апреля 1942 года.
Немцы из деревни были выбиты 21 января 1944 года.
Деревня была исключена из областных административных данных на основании постановления Секретариата Президиума Верховного Совета РСФСР от 30 октября 1950 года по причине: «После войны не восстановлена».

## География
Место, где находилась деревня, расположено в южной части района к востоку от автодороги 41К-124 (Петрово — ст. Малукса), к юго-востоку от центра поселения, посёлка Мга.
Деревня находилась к северо-востоку от железнодорожной платформы Старая Малукса на линии Мга — Будогощь в окружении болот. К востоку было расположено болото Горелов Балаган — часть крупного болотного массива Малуксинский Мох. К западу — болото Линево. К юго-западу — болото Лодвинское.